# Пригонный
Пригонный (устар. Ключ Пригонный) — ручей на полуострове Камчатка в России, протекает по территории Мильковского района Камчатского края.
Начинается к северу от урочища Афонькино, течёт в северном направлении по заболоченной, поросшей редкими берёзами местности. По данным Государственного водного реестра считался рекой, имел длину 10 километров и впадал в Малую Вахмину слева на расстоянии 20 км от устья. Согласно картам Генштаба ВС СССР и ГосГисЦентра, в среднем течении поворачивал на северо-восток. По данным современных спутниковых фотоснимков от ручья остались лишь верховья протяжённостью около 2,5 км, далее по его бывшему руслу проходит течение реки Кавычи, сменившей своё русло.
По данным государственного водного реестра России относится к Анадыро-Колымскому бассейновому округу. Код водного объекта — 19070000112120000013345.